# Elecciones regionales de Quindío de 2011
Las Elecciones regionales de Quindío de 2011 se llevaron a cabo el 30 de octubre de 2011 en el departamento de Quindío, donde fueron elegidos los siguientes cargos para un periodo de cuatro años contados a partir del 1° de enero de 2011:
- Gobernador de Quindío: Jefe administrativo y ejecutivo del departamento.
- 11 Diputados de la Asamblea departamental
- Alcaldes municipales y concejales municipales para cada uno de los 12 municipios del departamento.

## Antecedentes
En 2007 fue elegido como gobernador del Quindío a Julio César López Espinosa con el apoyo del Partido Liberal.

### Resultados
Finalmente, el Consejo Nacional Electoral proclamó como ganadora de la elección a Sandra Paola Hurtado Palacio.

### Resultados Alcaldía de Armenia
Finalmente, el Consejo Nacional Electoral proclamó como ganadora de la elección a Luz Piedad Valencia Franco.
- Datos: Q5828930